# NITI Aayog
 (mai 2019).
Si vous disposez d'ouvrages ou d'articles de référence ou si vous connaissez des sites web de qualité traitant du thème abordé ici, merci de compléter l'article en donnant les références utiles à sa vérifiabilité et en les liant à la section « Notes et références ».
Le NITI Aayog (commission politique hindi) est un groupe de réflexion politique du gouvernement indien, créé dans le but de réaliser les objectifs de développement durable et de renforcer le fédéralisme coopératif en encourageant les gouvernements des États indiens à participer au processus de définition des politiques économiques. en utilisant une approche ascendante. Ses initiatives incluent "feuille de route sur 15 ans", "vision, stratégie et plan d'action sur 7 ans", AMRUT, Inde numérique, mission d'innovation Atal, réforme de l'enseignement médical, réformes de l'agriculture (loi type sur le crédit-bail foncier, comité de commercialisation du produit agricole) Loi sur la commercialisation agricole et l'Indice de réformes favorables aux agriculteurs pour les États classés), indices mesurant la performance des États en matière de santé, d'éducation et de gestion de l'eau, Sous-groupe des ministres en chef chargé de la rationalisation des programmes bénéficiant d'une subvention centrale, Sous-groupe des ministres en chef chargé de Swachh Bharat Abhiyan, Sous-groupe des ministres en chef sur le développement des compétences, groupes de travail sur l'agriculture et la lutte contre la pauvreté et série de conférences Transforming India.